# Xã Isle Harbor, Quận Mille Lacs, Minnesota
Xã Isle Harbor (tiếng Anh: Isle Harbor Township) là một xã thuộc quận Mille Lacs, tiểu bang Minnesota, Hoa Kỳ. Năm 2010, dân số của xã này là 593 người.